# Khadija Krimi
Pour les articles homonymes, voir Krimi.
Khadija Krimi, née le 18 août 1995, est une rameuse d'aviron tunisienne.

## Carrière
Khadija Krimi remporte la médaille d'or en skiff juniors ainsi qu'en deux de couple juniors aux championnats d'Afrique 2013 à Tunis avec Nour El Houda Ettaieb.
Elle est médaillée de bronze en skiff poids légers aux championnats d'Afrique 2014 à Tipaza. Aux championnats d'Afrique 2015 à Tunis, elle est médaillée d'argent en deux de couple, en deux de couple poids légers et en skiff.
Elle termine vingtième de l'épreuve de deux de couple poids légers aux Jeux olympiques d'été de 2016. 
Elle remporte trois médailles d'or et une médaille d'argent aux championnats d'Afrique 2017 à Tunis : dans la catégorie senior, elle est médaillée d'or en skiff et médaillée d'argent en deux de couple, tandis qu'en catégorie des moins de 23 ans, elle est médaillée d'or en skiff et en deux de couple.
Aux Jeux africains de 2019, elle remporte la médaille d'argent en skiff poids légers 1 000 mètres, en skiff poids légers 500 mètres et en skiff relais mixte.
Aux championnats d'Afrique 2019, elle est médaillée d'or en skiff poids légers et en deux de couple, et médaillée d'argent en deux de couple poids légers.
En 2021, elle obtient deux médailles aux championnats du monde d'aviron en salle, l'une en bronze sur 2 000 mètres poids légers et l'autre en argent sur 500 mètres poids légers.
Elle participe à l'épreuve de deux de couple poids légers des Jeux olympiques de 2020 à Tokyo.
Elle remporte aux championnats d'Afrique d'aviron de plage sprint 2022 à Hammamet la médaille d'or en skiff ainsi qu'en deux de couple mixte.
Aux championnats d'Afrique 2022, elle est médaillée d'or en skiff et médaillée de bronze en deux de couple.
Elle remporte la médaille d'or en skiff ainsi qu'en deux de couple mixte aux Jeux africains de plage de 2023 à Hammamet, et la médaille de bronze en skiff aux Jeux méditerranéens de plage de 2023 à Héraklion.
Aux championnats d'Afrique 2023 à Tunis, elle est médaillée d'or en skiff poids légers ainsi qu'en deux de couple poids légers avec Selma Dhaouadi. Le duo se qualifie pour les Jeux olympiques de 2024 à Paris. En juillet 2024, elle est nommée porte-drapeau de la délégation olympique tunisienne avec le kayakiste Salim Jemaï.
Aux championnats d'Afrique 2024 à El-Alamein, elle est médaillée d'or en skiff poids légers, en deux de couple et en deux de couple poids légers. Elle est aussi médaillée d'or en skiff et médaillée de bronze en quatre de couple mixte aux championnats d'Afrique de plage sprint 2024.